# Autodesk
Autodesk, Inc. е щатска транснационална компания, която разработва софтуер за 2D и 3D проектиране, използван при дейности като архитектура, инженерни и строителни конструкции, производство, медии и развлекателната индустрия. Autodesk е основана през 1982 г. от Джон Уокър. Централата на компанията се намира в Сан Рафаел Калифорния.
Autodesk е може би най-известна със своя основен продукт AutoCAD, софтуер за компютърно проектиране. В допълнение на AutoCAD Autodesk разработва и други приложения за визуализиране, симулации и анализиране на обекти от реалната среда, използвайки цифрови модели по време на процеса на проектиране.